# Liste der Bischöfe von Gent

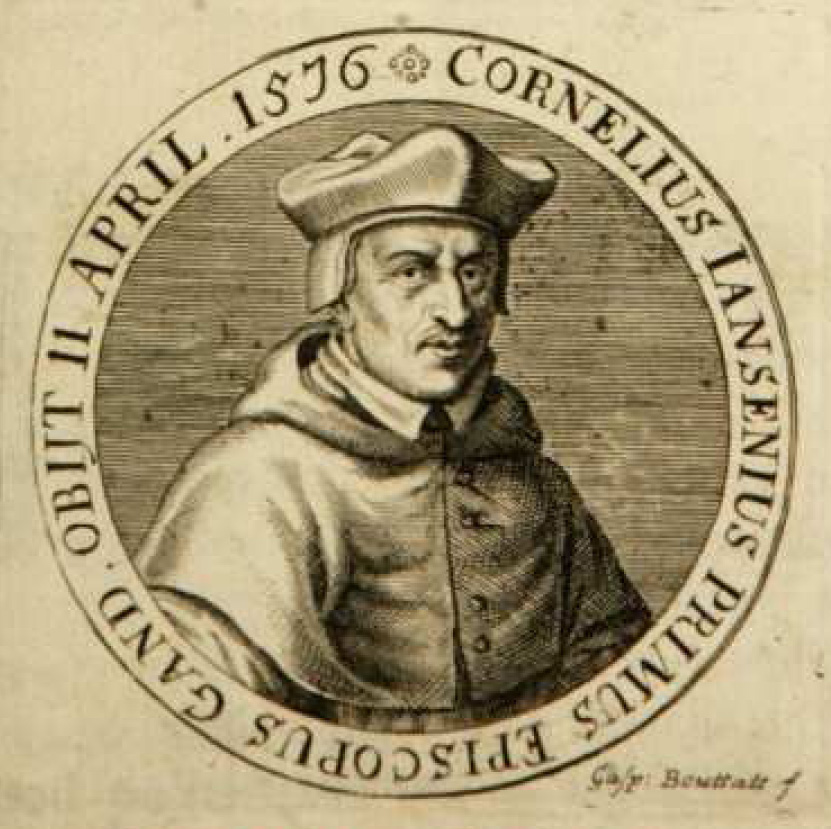
Cornelius Jansenius

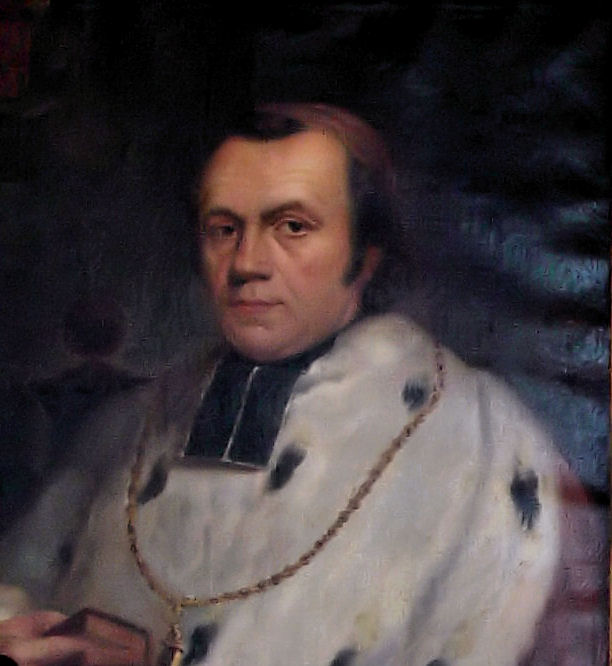
Hendrik-Frans Bracq

Die folgenden Personen waren Bischöfe des Bistums Gent (Belgien) mit dem jeweiligen Motto:
- 1562–1564 Frans Helfault
- 1568–1576 Cornelius Janssen (1510–1576) State
- 1585 Jan Fonck
- 1585–1587 Mattheus Rucquebusch
- 1588 Wilhelm Damasus van der Linden (1525–1588) Quæ sursum quærite
- 1590–1609 Pieter Damant Deum redama
- 1610–1612 Karel Maes (1559–1612) Deo duce
- 1613–1616 Frans van der Burch (1567–1644) Unitas libertatis ars
- 1617–1620 Jacob Boonen (1573–1655) Vince in bono
- 1622–1657 Antoon Triest (1577–1657) Confidenter
- 1660–1665 Karel van den Bosch Crucier ne crucier
- 1666–1675 Eugeen-Albert von Allamont (1609–1675) Patiens esto
- 1677–1679 Frans van Horenbeke (1630–1679) Facere et docere
- 1679–1680 Ignaas-August van Grobbendonck Schetz (1625–1680) In labore quies
- 1681–1694 Albert von Hornes (1640–1694) Lex tua meditatio mea est (Haus Horn)
- 1695–1730 Philips-Erard van der Noot (1638–1730) Respice finem
- 1730–1741 Jan-Baptist de Smet (1674–1741) Caelestia cude arma
- 1743–1770 Maximiliaan-Antoon van der Noot (1685–1770) Respice finem
- 1772–1778 Govaart-Geeraard van Eersel (1713–1778) Ordina et provide
- 1779–1795 Ferdinand Marie von Lobkowitz (1726–1795) Adhaerere Deo bonum
- 1802–1807 Étienne André François de Paule Fallot de Beaumont de Beaupré (1750–1835)
- 1807–1821 Maurice-Jean-Magdalène de Broglie (1766–1821)
- 1829–1838 Jan-Frans van de Velde (1779–1838) Auxilium a domino
- 1838–1864 Lodewijk-Jozef Delebecque (1798–1864) Monstra te esse Matrem
- 1865–1888 Hendrik-Frans Bracq (1804–1888) In nomine Domini
- 1888–1889 Hendrik-Karel Lambrecht, S.T.D. (1848–1889) Regnet Christus
- 1890–1916 Antoon Stillemans (1832–1916) Vivat Jesus
- 1917–1927 Emiel-Jan Seghers (1855–1927) In cruce salus
- 1927–1947 Honoré-Jozef Coppieters (1874–1947) Fide et caritate
- 1947–1963 Karel-Justinus Calewaert (1893–1963) Caritate veritatis
- 1963–1991 Léonce Albert Van Peteghem (1916–2004) In Deo salutari
- 1991–2004 Arthur Luysterman (* 1932) In terra pax
- 2004–2019 Lucas von Looy, SDB (* 1941) In nomine patris
- 2019–2025 Lode Van Hecke OCSO (* 1950)
- seit 2025 Sedisvakanz